# Cleora lophia
Cleora lophia là một loài bướm đêm trong họ Geometridae.